# Krunýřovec skvrnitý
Krunýřovec skvrnitý (Ancistrus cirrhosus) je sladkovodní tropická rybka žijící převážně u dna.

## Popis
Tělo kryjí četné kostěné destičky. V přední části je trup zpoštělý, široký a směrem dozadu se zužuje. Vysoká hřbetní ploutev a mohutné vyvinuté prsní ploutve mají silný osten. Tupá tlamka je vybavena četnými často rozvětvenými čichovými vousky. Zbarvení je hnědé až tmavohnědé – blíží se barvě tmavého říčního písku se světlými nepravidelnými skvrnami po celém těle. Břišní část je světle šedozelená nebo hnědavá. Ploutve jsou hnědavé s tmavými kruhovými skvrnami. Na hřbetní ploutvi (vpředu blíže k hřbetu) je výrazná sytě černá skvrna
- Samice nemají žádné vousky oproti samcům. Samice se vytírají do úzkých jeskyněk a o jikry pak pečuje samec.
- Samci mají vousky na tlamce a na čele dlouhé a mohutné, které samicím chybí. Samec je teritoriální vůči samcům stejného druhu.

### Výskyt
Žije v povodí Amazonky, Paraná a Rio Paraguay a v Guyaně a na Trinidadu. Dorůstá délky až 14 cm.

### Chov
Voda: pH 7,5 a tvrdost kolem 18–22 °dKH.
Doporučuje se velká, minimálně 60litrová nádrž, nevystavená světlu, osazená nějakým kořenem a nabízející množství úkrytů, které rybky opouští až k večeru a v noci. Voda o teplotě 20–22 °C čistá, prokysličená a s přídavkem soli (cca kávová lžíce/10 litrů). Požírají i rostlinné zbytky, rostliny však nepoškozují. V potravě nejsou vybíravé, žerou všechno, ale potravu přijímají výlučně ze dna. Lze je chovat ve společnosti dalších klidných a mírumilovných rybek. Krunýřovec skvrnitý je ryba, která by neměla být v akváriu osamocena – min. 3 jedinci (2 samice + 1 samec). Navíc je poměrně aktivní (ve večerní a nočním době).

### Rozmnožování
Předpokladem pro úspěšný odchov je chovat několik jedinců od mládí společně v jedné nádrži. Dospělý sameček obhajuje teritorium. Pro vybraný pár postačí středně velká nádrž bez osázení, s vloženou břidlicí, kameny, jeskyňkami nebo trubkou. Rybky se vytírají do těchto dutin a samička lepí jikry na spodní stranu pevného podkladu. Jiker může být dle velikosti samičky 30 až 150 ks. Potěr se vykulí za 4–5 dnů a za další 4 dny stráví žloutkový váček. Pro odchov bohatě stačí sušené krmení a řasy. Vložené salátové listy se zakrátko pokryjí řasou a změknou a urychlí další růst potěru. Později můžeme přidávat různou sušenou potravu, spařený a nasekaný špenát (možno použít i mražený) a sekané nitěnky. Samec chrání potěr až do rozplavání a potom si už nevšímá mladých.

### Poznámka
V dnešní době už se s tímto druhem nejspíše nesetkáme (pokud nejsou v prodeji importované rybky), protože se postupně u chovatelů křížili s dalšími druhy rodu Ancistrus. V akváriích se zpravidla vyskytuje Ancistrus sp., tedy kříženec druhů krunýřovec skvrnitý (Ancistrus cirrhosus), krunýřovec modrý (Ancistrus dolichopterus) a krunýřovec mnohoostný (Ancistrus multispinnis).